# Adolphe-Jean-Baptiste Callot
Pour les articles homonymes, voir Callot.
Adolphe-Jean-Baptiste Callot, né le 17 septembre 1831 à Paris et mort le 7 octobre 1897 au Chesnay, est un peintre français.

## Biographie
Adolphe-Jean-Baptiste Callot est le fils de Jean-Baptiste Callot, bimbelotier, et de Marie Marguerite Bouju, mercière.
Élève de Léon Cogniet, il expose au salon à partir de 1848.
En 1853, il épouse Marie Julie Rival. Le couple donne naissance à plusieurs enfants, dont les quatre sœurs, Marie, Marthe, Régina et Joséphine, créatrices de la maison de haute couture Callot Sœurs.
Il devient professeur de dessin à Paris.
Il meurt à son domicile du Chesnay à l'âge de 66 ans. Il est inhumé au cimetière de Montmartre.